# Odontodes ferruginea
Odontodes ferruginea là một loài bướm đêm trong họ Noctuidae.